# Championnat d'Irlande de football 1948-1949
Navigation
Édition précédente Édition suivante
Le Championnat d'Irlande de football en 1948-1949. Drumcondra FC, un club de Dublin remporte son titre deuxième titre de champion consécutivement. 
Le championnat passe de 8 à 10 clubs après le retrait de Cork United et l’arrivée de Sligo Rovers, Cork Athletic et de Transport.

## Les 10 clubs participants
- Bohemian Football Club
- Cork Athletic Football Club
- Drumcondra Football Club
- Dundalk Football Club
- Limerick Football Club
- Shamrock Rovers Football Club
- Shelbourne Football Club
- Sligo Rovers Football Club
- Transport Football Club
- Waterford United Football Club

## Classement
| Rang | Équipe           | Pts | J  | G  | N | P  | Bp | Bc | Diff |
| ---- | ---------------- | --- | -- | -- | - | -- | -- | -- | ---- |
| 1    | Drumcondra FC T  | 29  | 18 | 12 | 5 | 1  | 34 | 23 | +11  |
| 2    | Shelbourne FC    | 23  | 18 | 9  | 5 | 4  | 39 | 23 | +16  |
| 3    | Dundalk FC C     | 23  | 18 | 9  | 5 | 4  | 33 | 24 | +9   |
| 4    | Shamrock Rovers  | 20  | 18 | 6  | 8 | 4  | 33 | 25 | +8   |
| 5    | Transport FC P   | 18  | 18 | 5  | 8 | 5  | 35 | 41 | -6   |
| 6    | Limerick FC      | 17  | 18 | 6  | 5 | 7  | 27 | 35 | -8   |
| 7    | Waterford United | 15  | 18 | 7  | 1 | 10 | 39 | 34 | +5   |
| 8    | Sligo Rovers P   | 13  | 18 | 5  | 4 | 9  | 31 | 37 | -6   |
| 9    | Cork Athletic P  | 13  | 18 | 6  | 1 | 11 | 33 | 41 | -8   |
| 10   | Bohemian FC      | 9   | 18 | 2  | 5 | 11 | 28 | 49 | -21  |

| Légende : Qualifications et relégations | Légende : Qualifications et relégations                                     |
| --------------------------------------- | --------------------------------------------------------------------------- |
|                                         | Champion d'Irlande                                                          |
|                                         | T : Tenant du titre P : Promu C : Vainqueur de la Coupe d'Irlande 1948-1949 |

## Source
- (en) Alex Graham, Football in the Republic of Ireland : a Statistical Record 1921–2005, Soccer Books Ltd, novembre 2005, 142 p. (ISBN 978-1862231351).